# Janet Pierrehumbert

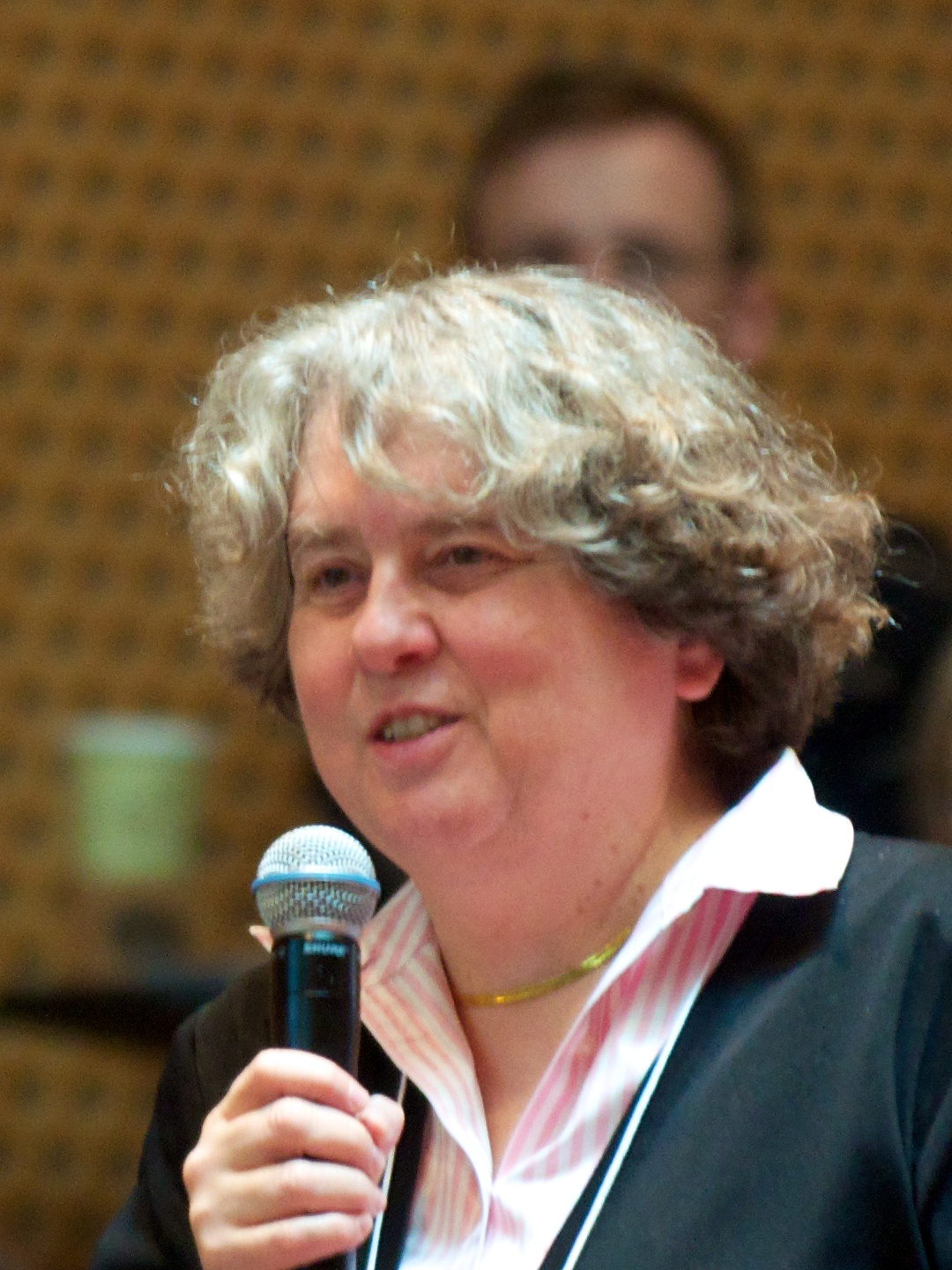
Janet Pierrehumbert (2011)

Janet Breckenridge Pierrehumbert (* 1954) ist eine amerikanische Linguistin. Sie lehrt und forscht seit 2015 an der University of Oxford, nachdem sie zuvor 22 Jahre an der Northwestern University tätig gewesen war. Sie beschäftigt sich vorrangig mit Aspekten der Phonologie und der Phonetik, verbindet dies allerdings auch mit Ansätzen aus den Ingenieurwissenschaften und forscht zu Fragen der Sprachtechnologie.

## Werdegang
Janet Pierrehumbert begann ihre akademische Ausbildung an der Harvard University, von der sie 1975 den Bachelor in Sprachwissenschaft erhielt. Anschließend wechselte sie ans Massachusetts Institute of Technology (MIT) und wurde dort im Jahre 1980 zum Ph.D. promoviert. Von 1980 bis 1989 arbeitete sie als wissenschaftliche Mitarbeiterin bei den Bell Laboratories und beschäftigte sich dort unter anderem mit Spracherkennung und künstlicher Intelligenz. Parallel dazu verbrachte sie kürzere Perioden an Eliteuniversitäten, so blieb sie erst zwei Jahre am MIT (1980–1982) und war später an der Stanford University (1994–1995) und an der Königlich Technischen Hochschule in Stockholm tätig.
Im Jahre 1989 wechselte Pierrehumbert an die Northwestern University und war dort vier Jahre als Assistenzprofessorin tätig, bevor sie 1993 auf eine ordentliche Professur für Linguistik berufen wurde. Es folgten weitere Auslandsaufenthalte, beispielsweise an der École normale supérieure (1996–1997), am Centre national de la recherche scientifique (1997) sowie an der École des Hautes Études en Sciences Sociales (2003–2004), jeweils in Frankreich. Die Professur an der Northwestern University hatte sie 22 Jahre inne, bevor sie im Jahre 2015 dem Ruf der University of Oxford in Großbritannien folgte. Dort ist sie seither als Professor of Language Modelling am Oxford e-Research Centre tätig. Ferner ist sie bereits seit 2012 Gastprofessorin (Adjunct Professor) am New Zealand Institute of Language, Brain and Behaviour der University of Canterbury, Neuseeland.

## Wissenschaftliches Schaffen
Pierrehumbert befasst sich hauptsächlich mit Phonologie und Phonetik, beispielsweise mit der Lautstruktur einzelner Wörter im Wandel der Zeit. Dabei untersucht sie neben Englisch auch weitere Sprachen, wie Japanisch, Finnisch oder Arabisch. Zudem verfolgt sie ingenieurwissenschaftliche Ansätze im Bereich der Sprachtechnologie, so entwickelte sie einen Algorithmus, um Aspekte der Intonation zu erfassen bzw. zu messen. Einen weiteren Schwerpunkt bildet die Untersuchung des Wortschatzes bei einzelnen Personen oder sozialen Gruppen.
Pierrehumbert war Guggenheim Fellow, ist Mitglied der Linguistic Society of America sowie der Cognitive Science Society und wurde 2004 in die American Academy of Arts and Sciences gewählt, 2019 in die National Academy of Sciences.

## Persönliches
Pierrehumbert ist mit dem Geophysiker Raymond Pierrehumbert verheiratet, der ebenfalls an der University of Oxford tätig ist.